# Raiffeisen

Cabeças de cavalo como o antigo logotipo das cooperativas Raiffeisen

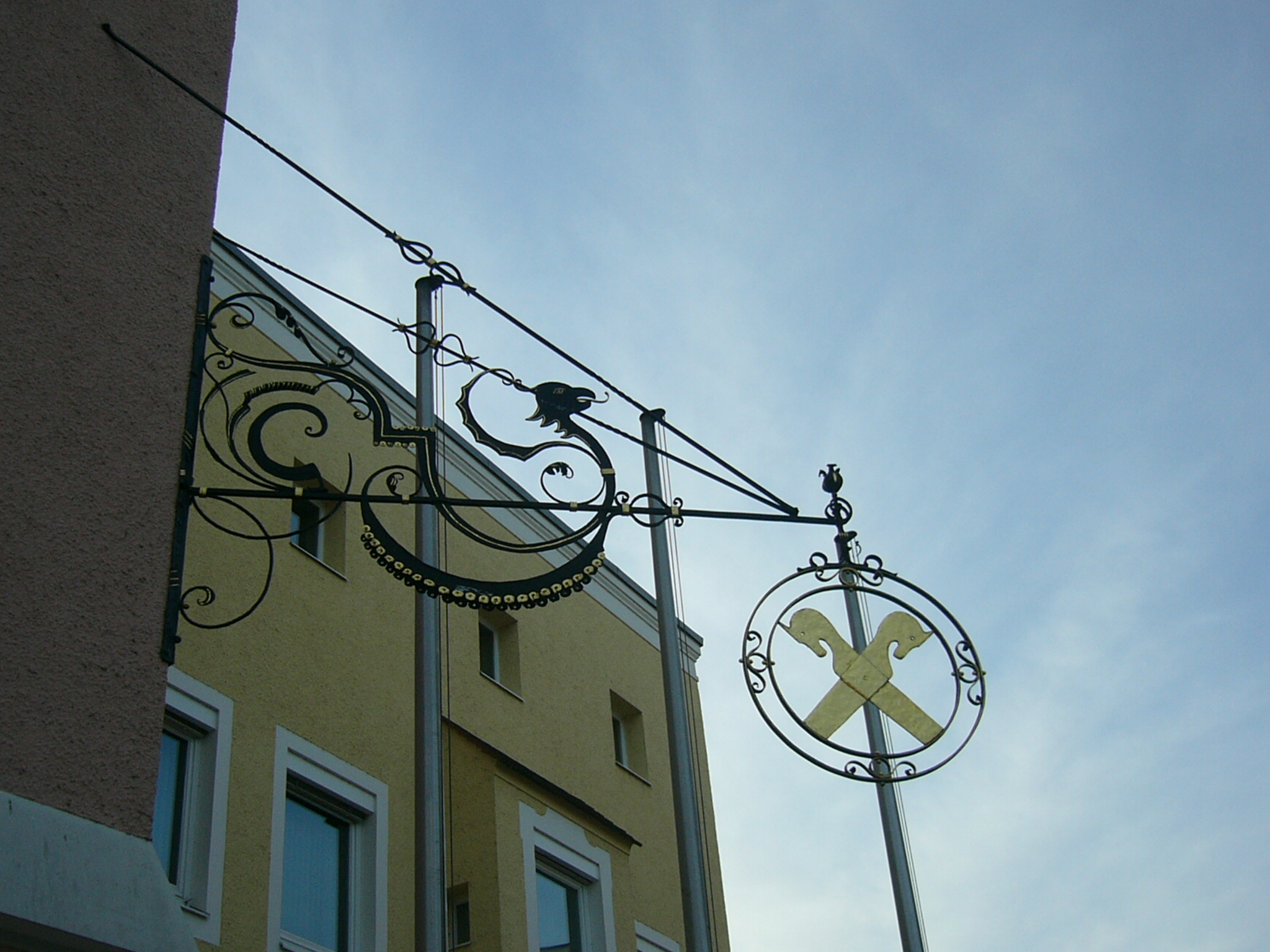
Antigo logotipo dos bancos Raiffeisen

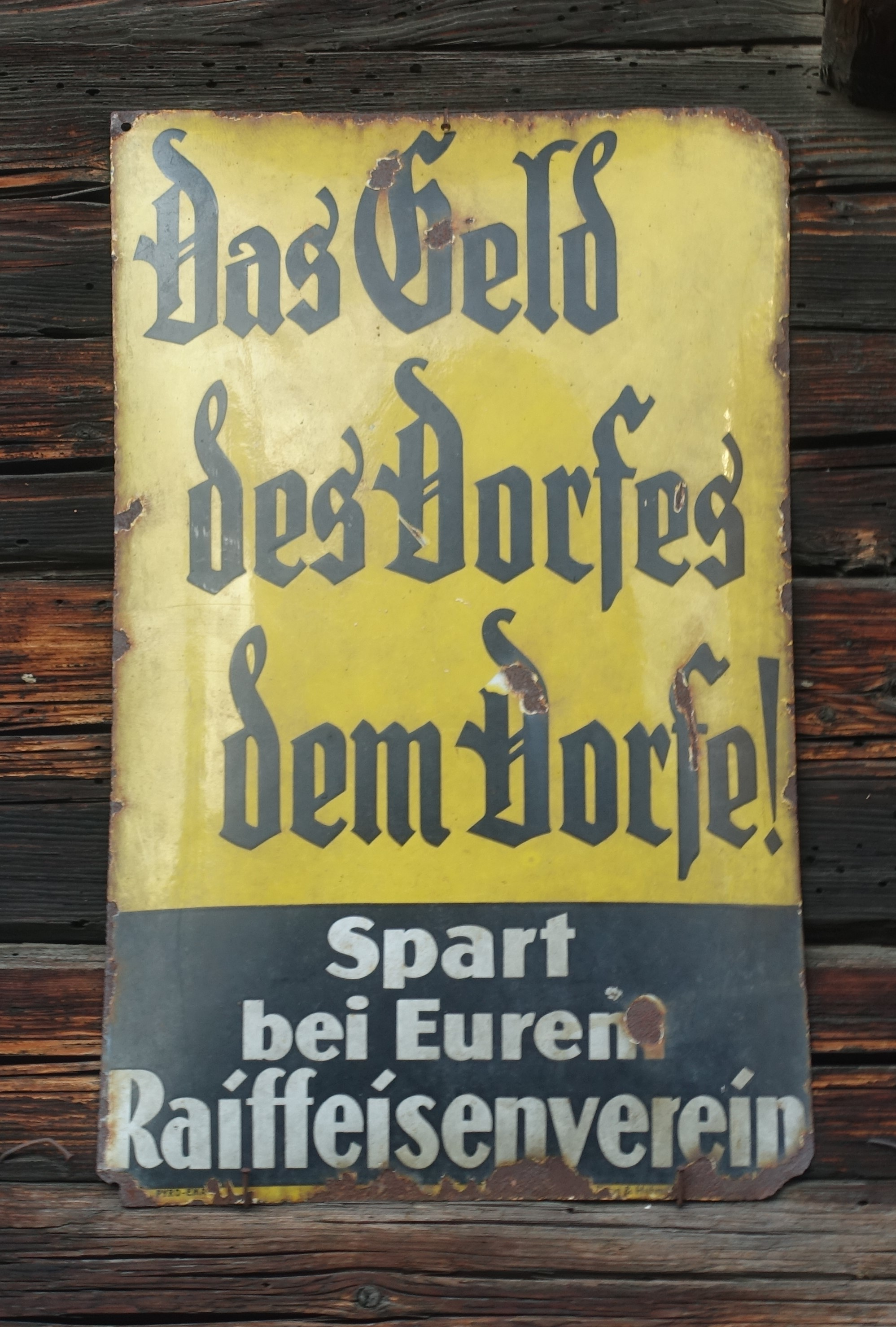
Placa publicitária da Raiffeisen em uma casa em Bad Füssing

Raiffeisen é a marca ou nome de mais de 330.000 empresas no mundo todo que lidam com produtos agrícolas, bem como com serviços financeiros em geral. Uma marca registrada comum é a cruz de frontão em forma de duas cabeças de cavalo cruzadas.
Com a fundação do Flammersfelder Hilfsverein (1848), do Heddesdorfer Darlehnskassenverein (1864) e do Banco Cooperativo Agrícola Renano (1872), o reformador social Friedrich Wilhelm Raiffeisen criou modelos para apoiar agricultores pobres e para cooperativas de compras agrícolas adquirirem bens de produção, como sementes e fertilizantes, a preços baixos.

## História
Com a fundação da Associação de Ajuda de Flammersfeld para o Apoio aos Agricultores Pobres (1848), da Associação de Empréstimos de Heddesdorfer (1864) e do Banco Cooperativo Agrícola da Renânia (1872), o reformador social Friedrich Wilhelm Raiffeisen criou modelos para apoiar agricultores pobres e para que cooperativas de compras agrícolas adquirissem bens de produção, como sementes e fertilizantes, a preços baixos. Tanto o "Crédito Verde", que previa o pagamento de sementes e fertilizantes com partes da colheita posterior, quanto a comercialização conjunta da colheita e as associações de poupança e empréstimo administradas localmente foram introduzidas em muitas aldeias na Alemanha de acordo com suas propostas. Pelo menos sete agricultores foram obrigados a estabelecer cooperativas nas aldeias para compra ou distribuição. Para poder negociar efetivamente e assim comprar sementes e fertilizantes a preços baixos, os estatutos da cooperativa previam inicialmente responsabilidade ilimitada com todo o patrimônio dos associados. Após a fase inicial de sucesso, as garantias ficaram limitadas aos ativos dos conselheiros e, após a acumulação dos ativos cooperativos, a esses ativos conjuntos. Friedrich Wilhelm Raiffeisen sempre enfatizou a importância de realizar reuniões gerais regulares para garantir que os membros pudessem monitorar os diversos titulares de cargos. As reuniões gerais devem ocorrer pelo menos duas vezes por ano; os membros elegem os diretores em uma assembleia geral realizada uma vez por ano. O lema: "Um por todos, todos por um" tornou-se a base do comércio para as cooperativas agrícolas, assim como o nome do inventor "Raiffeisen" tornou-se parte do nome e da marca. Um objetivo central da ação cooperativa é sempre o aspecto de autoajuda, para o qual os membros de uma cooperativa se orientam.
As associações de poupança e consumo fundadas por Hermann Schulze-Delitzsch no mesmo período desenvolveram-se no Volksbanken, que se fundiu com os bancos Raiffeisen na Alemanha a partir de meados do século XX.

## Organização Raiffeisen
A organização Raiffeisen possui diversas áreas de negócios.

### Bancos Raiffeisen
Os bancos Raiffeisen são bancos cooperativos, que na Alemanha também são conhecidos como Volksbanken Raiffeisenbanken.
- Alemanha:
  - Genossenschaftsbank, bancos Raiffeisen alemães, instituições de crédito sob a forma jurídica de uma cooperativa
  - Lista de bancos cooperativos da Alemanha, associações regionais e bancos cooperativos na Alemanha
- Áustria: Raiffeisen Bankengruppe (RBG)
- Itália: Raiffeisen Landesbank Südtirol AG, instituto principal dos 39 bancos Raiffeisen autônomos do Tirol do Sul
- Luxemburgo: Banque Raiffeisen
- Países Baixos: Rabobank, Coöperatieve Centrale Raiffeisen-Boerenleenbank B.A.
- Suíça: Raiffeisen Schweiz, cooperativa central do Raiffeisen Bankengruppe Schweiz
- Internacional: Raiffeisen Bank International

### Principais cooperativas Raiffeisen
As cinco principais cooperativas Raiffeisen são uma associação de cooperativas regionais de commodities.
- Alemanha

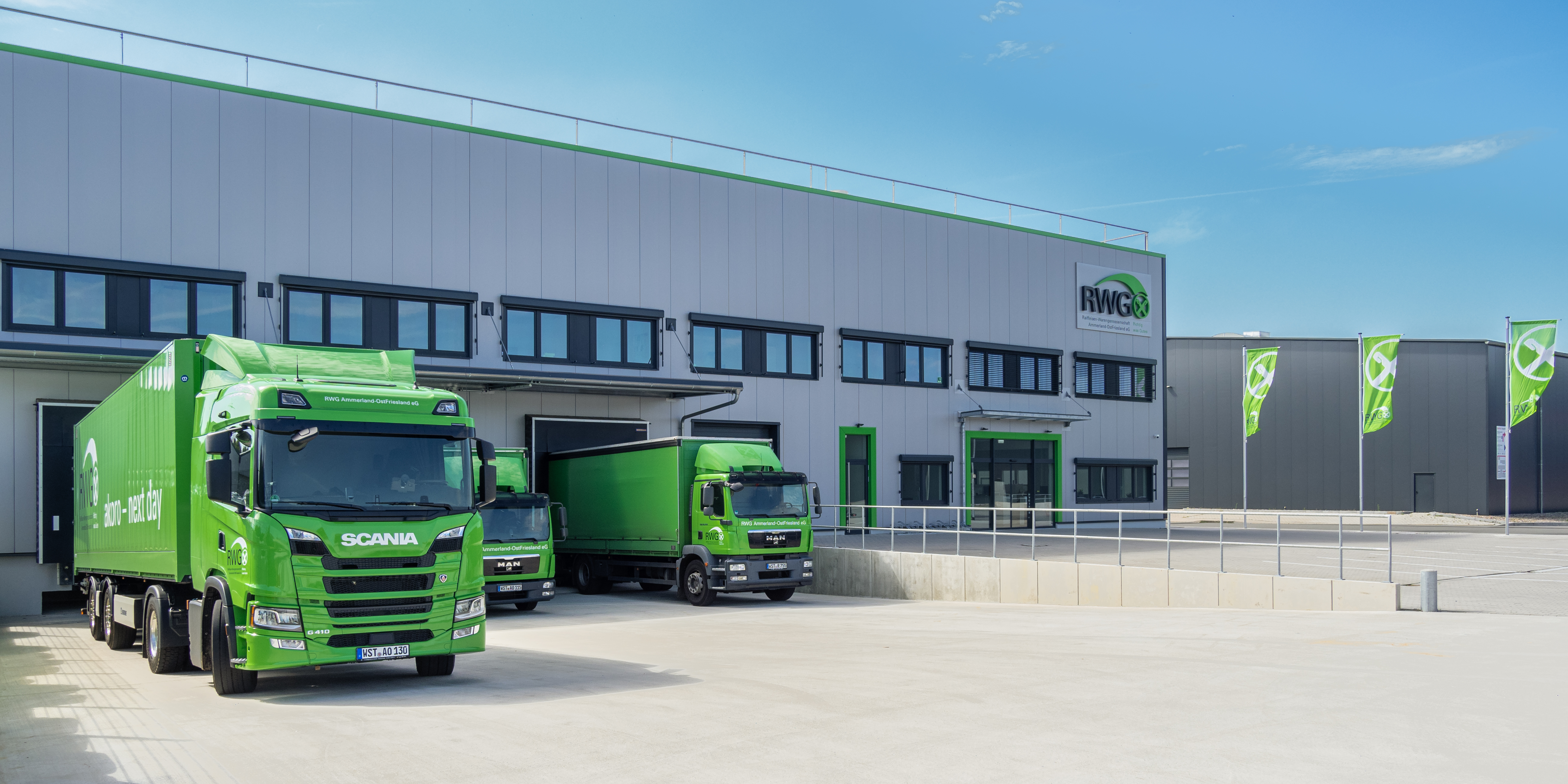
RWG Ammerland-OstFriesland eG

  - Agravis Raiffeisen AG, principal cooperativa Raiffeisen na Baixa Saxônia, partes da Renânia do Norte-Vestfália, Saxônia-Anhalt, Brandemburgo e Saxônia
  - BayWa AG, principal cooperativa Raiffeisen na Baviera e Württemberg
  - Raiffeisen Waren GmbH, principal cooperativa Raiffeisen no Hesse e na Turíngia, bem como partes da Baixa Saxônia e Saxônia-Anhalt, empresa comercial de produtos e serviços no setor agrícola
  - Raiffeisen Waren-Zentrale Rhein-Main AG, principal cooperativa Raiffeisen no sul de Hesse, Renânia-Palatinado, Sarre e partes da Renânia do Norte-Vestfália
  - ZG Raiffeisen eG, cooperativa central em Karlsruhe, cooperativa principal Raiffeisen em Baden e partes da Alsácia (França)
  - Até 31 de dezembro de 2008, existia uma sexta cooperativa principal da Raiffeisen: a Raiffeisen Hauptgenossenschaft Nord AG, responsável por Schleswig-Holstein e Mecklemburgo-Pomerânia Ocidental
- Áustria:
  - Cooperativas Raiffeisen na Áustria, empresas individuais autônomas
  - RWA Raiffeisen Ware Austria (Lagerhaus), um armazém e empresa comercial

Não há nenhuma cooperativa pertencente à Raiffeisen na Suíça. No entanto, a cooperativa agrícola Fenaco, que opera, entre outras coisas, os pontos de venda de suprimentos agrícolas Landi e a rede de postos de gasolina Agrola, desempenha uma função semelhante.

### Associações Raiffeisen
As associações Raiffeisen controlam e representam cooperativas e outras organizações.
- Alemanha:
  - Associação Cooperativa Alemã e Raiffeisen (Deutscher Genossenschafts- und Raiffeisenverband; DGRV) é uma organização guarda-chuva da organização cooperativa alemã.
  - Associação Alemã Raiffeisen (Deutscher Raiffeisenverband) Como membro da DGRV, representa as empresas organizadas cooperativamente na indústria agrícola e alimentícia alemã.
- Áustria
  - Associação Austríaca Raiffeisen (Österreichischer Raiffeisenverband), representação central dos interesses de todas as cooperativas Raiffeisen e outras organizações, empresas e sociedades de investimento
  - Associação Raiffeisen de Salzburgo (Raiffeisenverband Salzburg), Sede regional das cooperativas Raiffeisen em Salzburgo
- Itália: Associação Raiffeisen do Tirol do Sul (Raiffeisenverband Südtirol), Organização guarda-chuva das cooperativas Raiffeisen no Tirol do Sul